# Californien
Californien (tidligere på dansk Kalifornien, engelsk: California) er den mest folkerige delstat i USA. Målt på areal er Californien USA's tredjestørste delstat efter Alaska og Texas. Californien kaldes også for The Golden State (den gyldne stat) efter den californiske "guldfeber" og statsblomsten guldvalmuen.
Den danske form af navnet blev fastslået omkring 1850, da de store guldfund vakte international opsigt. Californien er den eneste amerikanske delstat med et dansk navn.
Californien dækker den sydlige halvdel af den amerikanske vestkyst. Således er naboen mod syd Mexico. Mod nord ligger delstaten Oregon og mod øst indlandsstaterne Nevada og Arizona.
I 1804 blev Californien indlemmet i det spanske imperium som en del af Nyspanien. Efter Mexicos uafhængighedskrig blev området en del af Mexico. Under den Mexicansk-amerikanske krig 1846-48 erobrede amerikanske styrker en del af området, som under betegnelsen Californien den 9. september 1850 blev optaget som USA's 31. delstat.
Delstaten har 39.538.223(2020) indbyggere, hvilket svarer til 11 procent af USA's befolkning. Hovedstaden eller state capital er Sacramento med 460.000 indbyggere. Den er dermed langt fra én af de største byer. Mens de største byer ligger ved kysten, hvor også de fleste indbyggere bor, ligger Sacramento centralt inde i landet i en dal, der ligefrem hedder Central Valley. Los Angeles, San Diego og San Jose har alle over 1 millioner indbyggere. Da San Jose i 2010 kom op på over 1 million indbyggere, er Californien og Texas de eneste delstater i USA, der har tre byer med over 1 million indbyggere.
De største byer er Los Angeles, San Francisco, San Diego, San Jose, Inland Empire (Riverside–San Bernardino–Ontario), Bakersfield, Fresno, og Palmdale. Andre kendte byer/forstæder er Berkeley, Hollywood, og Orange County.
Californien har en række naturseværdigheder, eksempelvis Yosemite National Park, Big Sur, Death Valley National Park, the Sierra Nevadas.

## Historie
De første europæere til at udforske den californiske kyst var portugiseren Juan Rodríguez Cabrillo i 1542 og senere englænderen Francis Drake 1579. I slutningen af 1700-tallet oprettede spanske missionærer missionsstationer på Vestkysten. Da Mexico i 1810 opnåede uafhængighed, tilhørte Californien dette land. Missionsstationer kom i den mexicanske stats eje, og regeringen forbød missionærerne at operere i området, med det resultat at stationerne ophørte med at fungere.
Californien var oprindelig navnet på den nordvestlige del af det spansk-kontrollerede område i Nordamerika. En kortvarig Republik Californien blev grundlagt 10. juni 1846 og fik eget flag med stjerne og en brun bjørn. Uafhængigheden sluttede den 9. juli samme år, hvor et amerikansk krigsskib ankom til San Francisco Bay, og kaptajnen gjorde krav på området, som tilhørende den amerikanske Union. Efter den Mexicansk-amerikanske krig i 1847 blev området delt mellem USA og Mexico. Den amerikanske del blev i 1850 den amerikanske stat Californien, opkaldt efter en fiktiv ø i en roman fra 1600-tallet. I 1848 var indbyggertallet i den nordlige del af staten vokset til omkring 4.000 mennesker. Efter at man fandt guld i området, steg antallet af indbyggere eksponentielt.
Under den amerikanske borgerkrig stod Californien officielt på Nordstaternes side, men nogle soldater fra staten tilsluttede sig også Sydstaterne. I perioden 1900-1965 voksede befolkningen fra en million til at være den største befolkning i nogen amerikansk stat. I perioden fra 1965 frem til i dag ændrede befolkningens sammensætning sig afgørende, og nu bor der indvandrere fra mange forskellige lande i Californien.

## Politik
Californien har to pladser i Senatet og 53 medlemmer af Repræsentanternes Hus, 38 demokrater og 15 republikanere. Californien er en af de mere venstreorienterede amerikanske stater, og ved præsidentvalg stemmer staten oftest på demokratiske kandidater. Ved præsidentvalget i 2012 fik demokraternes kandidat Barack Obama 60,2 % af stemmerne mod Mitt Romneys 37,1 %. Californiens to senatorer er demokraterne Alex Padilla og Laphonza Butler.
Det californiske kongresmedlem Nancy Pelosi er leder af den demokratiske gruppe og blev formand for Repræsentanternes Hus, efter at demokraterne vandt flertal i 2006. Hun er den første kvinde på denne betydningsfulde post.
Den forhenværende filmskuespiller og republikanske politiker Arnold Schwarzenegger blev ved et omdiskuteret omvalg den 7. oktober 2003 valgt som statens guvernør. Han afløste den demokratiske guvernør Gray Davis, efter af vælgerne ved en folkeafstemning havde fyret Davis, primært som følge af et enormt statsunderskud. Ved valget om at afløse Davis slog Schwarzenegger viceguvernør Cruz Bustamonte og 133 andre kandidater.
Californien var også staten, som gav den tidligere skuespiller og senere præsident Ronald Reagan hans første politiske post, da han blev guvernør i 1967. Richard Nixon var også kongresmedlem og senator fra staten, inden han i 1952 blev valgt til USA's vicepræsident.

## Økonomi
Californien er verdens ottendestørste økonomi med et årligt BNP på 1,5 billioner dollars. Staten er kendt for sin produktion af vin, avocadoer, og rosiner. Blandt de mere kendte industrier er filmindustrien i Los Angeles og IT-industrien i Silicon Valley omkring San Francisco.